# Medalha Wallace Clement Sabine
A Medalha Wallace Clement Sabine (em inglês:  Wallace Clement Sabine Medal) da Acoustical Society of America é concedida e uma pessoa de qualquer nacionalidade que contribuiu para o avanço da ciência da acústica arquitetônica, seja pela publicação de artigos técnicos em periódicos científicos ou mediante outro tipo de contribuição. The award was named for pioneering acoustician Wallace Clement Sabine.
Fundado em 1957 pela Acoustical Society of America, o prêmio é concedido quando um candidato de destaque é reconhecido.

## Recipientes
- 1957 Vern Oliver Knudsen
- 1959 Floyd R. Watson
- 1961 Leo Beranek
- 1964 Erwin Meyer[2]
- 1968 Hale J. Sabine
- 1974 Lothar Cremer
- 1979 Cyril Manton Harris
- 1982 Thomas D. Northwood[3]
- 1990 Richard V. Waterhouse
- 1995 Harold Marshall
- 1997 Russell Johnson
- 2002 Alfred C. C. Warnock
- 2006 William J. Cavanaugh
- 2008 John S. Bradley
- 2011 Christopher Jaffe
- 2014 Ning Xiang[4]